# نبرد کوماکی و ناگاکوته

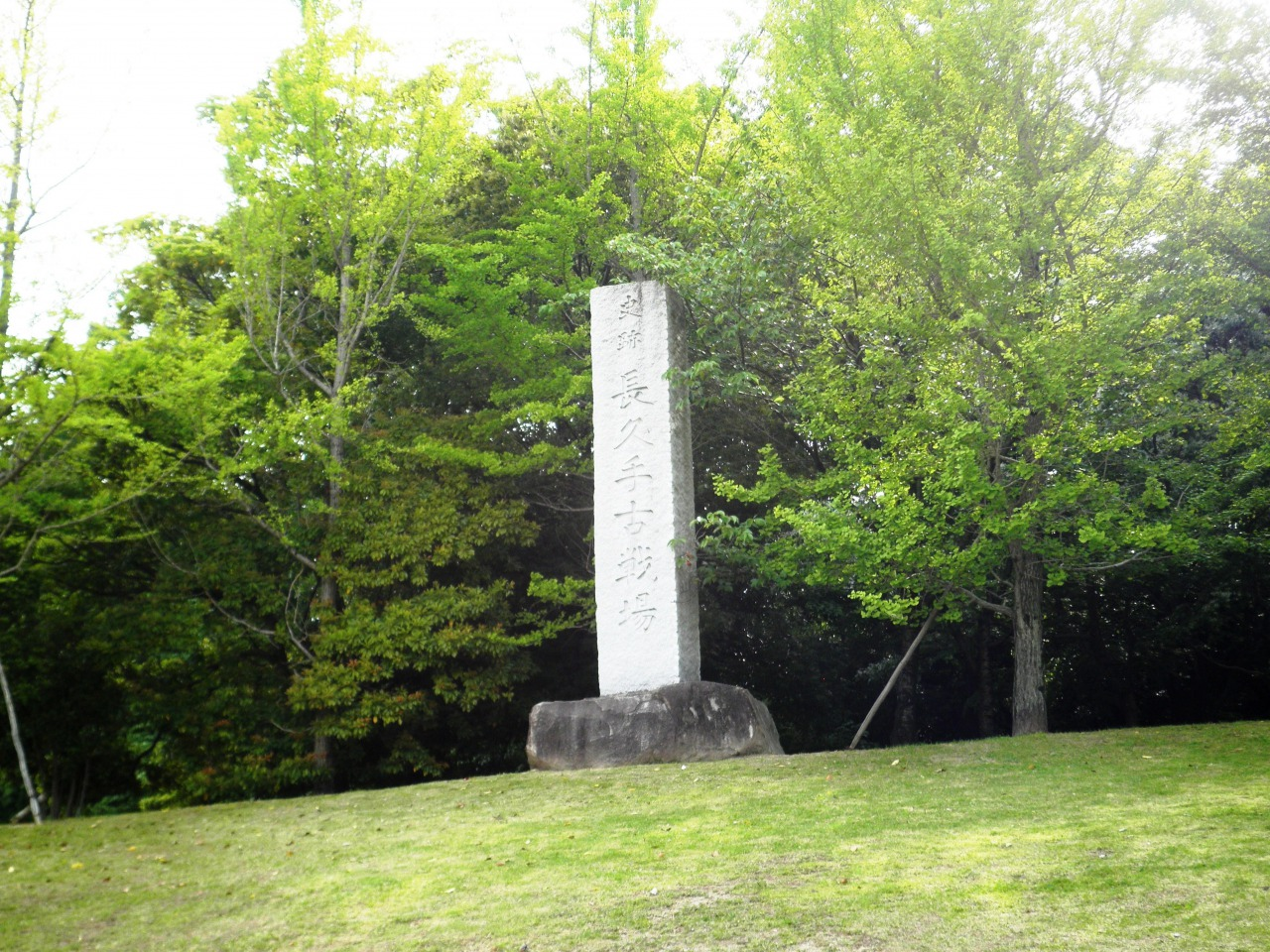
نشانه‌ای از این جنگ در ژاپن که روی آن نوشته 立花左近 (ساکون تاچیبانا) وجود دارد.

نبرد کوماکی و ناگاکوته (انگلیسی: Battle of Komaki and Nagakute) (小牧・長久手の戦い Komaki-Nagakute no Tatakai)
یک سری از نبردهایی بود که در سال ۱۵۸۴ میلادی بین نیروهای تویوتومی هیده‌یوشی و نیروهای توکوگاوا ایه‌یاسو درگرفت. هر دوی آنها ابتدا در خدمت اودا نوبوناگا بودند و قبل از این نبرد برخوردی با یکدیگر نداشتند و این دوره تنها زمانی بود که این دو به عنوان دشمن در مقابل یکدیگر قرار گرفتند.

## نبرد
در بهار ۱۵۸۴ اودا نوبوکاتسو، پسر دوم اودا نوبوناگا، از ایه‌یاسو درخواست کرد که در برابر هیده‌یوشی از او حمایت کند. این اقدامی خطرناک بود که می‌توانست به نابودی خاندان توکوگاوا بینجامد. نیروهای توکوگاوا به سمت قلعهٔ اجدادی خاندان اودا در اُواری حرکت کردند. هیده‌یوشی نیز با فرستادن ارتشی به آنجا، به این حمله پاسخ داد. نبرد کوماکی و ناگاکوته تنها نبرد بین دو متحدکنندهٔ بزرگ ژاپن یعنی ایه‌یاسو و هیده‌یوشی است. این لشکرکشی چندین ماه بدون نتیجه‌ای قطعی ادامه داشت تا اینکه هیده‌یوشی درصدد مذاکره با ایه‌یاسو برآمد. هیده‌یوشی در ابتدا توانست اودا نوبوکاتسو را که برخلاف پدرش مردی سست اراده بود، متقاعد به صلح و سازش کند. سپس به ایه‌یاسو پیشنهاد آتش‌بس داد. ایه‌یاسو که بهانهٔ خود را برای ادامهٔ نبرد از دست داده بود، پیشنهاد صلح را پذیرفت. اوگی مارو (یوکی هیده‌یاسو)، پسر دوم ایه‌یاسو، به عنوان قسمتی از قرارداد به فرزندخواندگی هیده‌یوشی درآمد.